# Благовести (Грчка)
Благовести (грч. Ευαγγελισμός της Θεοτόκου, Евангелисмос Тис Теотоку) је насељено место у општини Полигирос у периферији Средишња Македонија, Грчка. Према попису из 2021. године било је 115 становника.
Насеље је подигнуто седамдесетих година на некадашњем метоху светогорског манастира Зограф. Први пут се помиње на попису из 1981. године са 71 становником.